# Diedrich Ehmck
Diedrich Rudolf Ehmck (* 13. Januar 1836 in Bremen; † 17. März 1908 in Bremen) war ein deutscher Philologe, Historiker und Senator in Bremen.

## Biografie
Ehmck war der Sohn eines Mitgliedes des Krameramts (Amt der Krämer) in Bremen. Er studierte u. a. Geschichte an der Universität Jena und der Universität Berlin und promovierte zum Dr. phil. in Jena.
In Bremen wurde er 1858 vom Senat beauftragt, das Bremische Urkundenbuch neu herauszugeben. Die Mittel dafür wurden 1860 bewilligt. Die drei ersten neuen Werke des Urkundenbuchs erschienen von 1862 bis 1865. Ehmck war 1861 Mitbegründer des Vereins für Bremische Geschichte und Altertumsforschung, ab 1862 eine Abteilung des Künstlervereins, später Historische Gesellschaft Bremen.
1863 wurde Ehmck Senatssekretär. 1875 erfolgte seine Wahl zum Senator. Er wirkte in den Bereichen der Kirchen- und der Unterrichtskommission des Senats und war in Angelegenheiten der Stadtbibliothek Bremen tätig. Er hatte maßgeblichen Einfluss bei der Entwicklung der höheren Schulen und beim Mädchenschulwesen. 1907 wurde er schwer krank und legte sein Senatorenamt nieder.
Ehmck wurde auf dem Riensberger Friedhof in Bremen beigesetzt (Grablage: Planquadrat Q).
Ehrungen
- Die Ehmckstraße in Bremen-Oberneuland wurde nach ihm benannt.